# 金基喆
金 基喆（キム・ギチョル、朝鮮語: 김기철、1917年5月31日 - 1986年10月10日）は、満洲国の教育者、大韓民国の政治家。制憲、第3・5・11代韓国国会議員。
敬虔なカトリック教徒であり、本貫は慶州金氏。タレントであるリュ・シウォンの母方の祖父にあたる。

## 概要
ソウルまたは忠清北道陰城郡生まれ。関西大学専門部修了（または学生赤友会事件により関西大学を中退し明倫学院卒業）後、満州吉林師範学校を経て教師として勤務し、1939年に満洲国神仙公立国民優級学校校長に任命され、その他に新京朝鮮青年団農場文化部長、東亜日報記者も務めた。一方で大韓民国臨時政府に登録し、1945年の時点で大韓民国臨時政府非常国民会議代議員も務めた。1948年の制憲議会選挙に30歳の若さで最年少の国会議員に当選した以降、第3代、第5代、第11代の国会議員選挙にも当選したほか、大韓独立促成忠州郡青年連盟委員長、大同青年団忠州郡団長、忠州文化社主幹、自由党忠清北道党副委員長、民権守護国民総連盟責任委員・スポークスマン、公明選挙推進委員会組織責任委員、民主党中央政治訓練所長・組織委員長・党務委員、第2共和国時期の第16代農林部政務次官、国際連合食糧農業機関大韓民国首席代表、民主倶楽部スポークスマン、民主同志会代表幹事、1967年大統領選挙野党大統領候補一本化推進委員会事務総長、韓国カトリック教徒平信徒使徒職全国協議会会長、ハイファイ社代表、高麗貿易常勤顧問、全斗煥政権下の第30代逓信部長官、民主正義党創党準備委員を歴任した。

## エピソード
1954年の第3代総選挙では自由党の候補として忠州郡選挙区から当選したが、自由党政権の長期化に反感を覚えて、2・4波動以降は自由党に反対する側に転じた。